# Danh sách chiến lược quân sự
Đây là danh sách các chiến lược quân sự cùng một số thuật ngữ và khái niệm quân sự khác. Sự sắp xếp theo hệ thống chỉ có tính tương đối. Danh sách liệt kê chủ yếu theo thứ tự của bảng chữ cái.
Mỗi chiến lược thậm chí có thể trùng lắp như một chiến thuật. Ví dụ, phản công vừa là chiến thuật vừa là chiến lược, hoạt động này vừa diễn ra ở mức độ một trận đánh vừa thuộc mức cao hơn như chiến sự trên một mặt trận. Một ví dụ khác, việc khai thác điều kiện tự nhiên có thể xem là hoạt động vừa có tính chiến thuật hoặc vừa có tính chiến lược, việc khai thác đó vừa là lợi thế của một người lính hay một đơn vị nhỏ, cũng là lợi thế của cả một đơn vị quân sự quy mô lớn, lợi thế không chỉ trong một trận đánh mà cả cuộc chiến tranh.
Danh sách này chỉ có tính liệt kê, không diễn giải sự liên quan, kết nối hay chồng lấn của các khái niệm. Mỗi nội dung của danh sách nên được hiểu một cách độc lập với nhau.

## Chiến lượctấn công
- Áp đảo phòng không đối phương[c]
- Bao vây[1][2]
  - Vây hãm
  - Vây lỏng
- Cài răng lược[3]
- Chiến lược Inkspot[d]
- Đánh hậu phương: là chiến lược tấn công tương tự việc tấn công đường hậu cần, nhưng thay vì tấn công hậu cần để ngăn chặn đường cung cấp hay kho tàng của quân đối phương, hình thức tấn công này gây thiệt hại trực tiếp đến cơ sở sản xuất nguồn lực của đối phương. Trong chiến tranh Việt Nam khi không thể ngăn chặn Đường mòn Hồ Chí Minh, không quân Mỹ chuyển sang chiến tranh phá hoại miền Bắc Việt Nam.
- Kiểm soát biển: là một loại chiến lược hải quân.
- Kiểm soát trên không: là một loại chiến lược không quân.
- Phong tỏa
- Phong tỏa biên giới
- Phong tỏa biển
- Phong tỏa hàng không
- Chiến tranh chớp nhoáng[4]
- Chiến tranh đổ bộ
- Chiến tranh phá hoại
  - Bom bay V-1
- Chiến tranh tàu ngầm không hạn chế
- Đại đội độc lập, tiểu đoàn tập trung
- Lý thuyết Flypaper (quân sự)
- Trận đánh hủy diệt
- Kantai Kessen, "trận quyết chiến hạm đội hải quân" của Đế quốc Nhật Bản.
- Chiến dịch phản công[4]
- Jeune École
- Không kích
  - Ném bom chiến lược
    - Ném bom rải thảm
- Mở rộng chiến tranh
  - Chiến tranh từng bước: năm 1927, thủ tướng Tanaka Giichi đệ trình Thiên hoàng kế hoạch bá chủ thế giới 4 bước: Bước 1, chiếm Mãn Châu. Bước 2, chiếm Trung Quốc. Bước 3, chiếm Châu Á. Bước 4, chiếm thế giới.[5]
  - Leo thang chiến tranh: đây là khái niệm chỉ sự từng bước gia tăng quân sự của Mỹ tại Việt Nam, trong chiến tranh Việt Nam.
  - Chiến tranh tăng cường: Trong tình hình chiến tranh ở Iraq, sự tăng cường đề cập đến sự gia tăng số lượng binh sĩ Mỹ trong năm 2007 của Tổng thống Hoa Kỳ George W. Bush nhằm tăng cường an ninh cho Thủ đô Baghdad và Al Anbar.[6] Sự tăng cường được phát triển dưới khẩu hiệu "Con đường mới phía trước" và được Bush công bố vào tháng 1 năm 2007 trong một bài phát biểu trên truyền hình.[7][8] Bush ra lệnh triển khai hơn 20.000 binh sĩ đến Iraq (năm lữ đoàn bổ sung) và gửi phần lớn họ vào Baghdad.[7]
- Tấn công cơ quan đầu não[9]
- Tấn công dân sự
- Tấn công hạt nhân
  - Cuộc tấn công đầu tiên
  - Cuộc tấn công thứ hai, hay Trả đũa hạt nhân
- Tổng tấn công và nổi dậy (chiến lược của Đảng Cộng sản Việt Nam)
  - Tổng công kích - tổng khởi nghĩa Tết Mậu Thân 1968
  - Tổng tiến công và nổi dậy mùa Xuân 1975
- Tấn công phủ đầu
- Tấn công trực diện
- Học thuyết Dahiya
- Chiến lược của vị trí trung tâm

## Chiến lượcphòng thủ
- Tổ chức
  - An ninh tập thể, Liên minh quân sự
    - NATO
    - Khối Warszawa
    - v.v.
- Chính sách
  - Chiến lược Xoay trục[10][11]
  - Chính sách trung lập
  - Chính sách Ô che hạt nhân
  - Quốc gia đệm
  - v.v.
- Thỏa thuận, hiệp ước
  - Các hiệp ước thông thường
    - Hiệp ước hải quân
      - Hiệp ước Hải quân Luân Đôn
      - Hiệp ước Hải quân Luân Đôn thứ hai
      - Hiệp ước Hải quân Washington

    - Hội nghị giải trừ quân bị
    - v.v.

  - Các hiệp ước liên quan vũ khí hạt nhân
    - Hiệp ước ABM
    - Hiệp ước cắt giảm tấn công chiến lược
    - Hiệp ước không phổ biến vũ khí hạt nhân
    - START I, START II, START III
    - Tuyên bố Lahore
    - v.v.
- Phòng thủ khu vực
  - Trận địa
    - Các trận địa bãi cọc trong lịch sử Việt Nam

  - Khu phi quân sự
    - Khu phi quân sự bán đảo Triều Tiên
    - Khu phi quân sự vĩ tuyến 17 (thời kỳ chiến tranh Việt Nam)

  - Quân khu
  - Vùng cấm bay quân sự
  - Vùng nhận dạng phòng không
    - Vùng nhận dạng phòng không (biển Hoa Đông)

  - Vùng chiến thuật
  - Vùng hải quân
    - Khu vực phòng thủ biển (Seeverteidigung) của Đức Quốc Xã
- Phòng thủ điểm, cụm điểm
  - Hệ thống địa đạo
    - Địa đạo Củ Chi
    - Địa đạo Vĩnh Mốc

  - Pháo đài
  - Pháo đài (hải quân)
  - Vị trí án ngữ
- Phòng thủ chuỗi: là một hệ thống các điểm, cụm điểm quân sự kéo dài theo một hướng nhất định, có vị trí cách xa nhau một cách rời rạc nhưng có khả năng phối hợp đồng bộ trong quá trình phản ứng phòng vệ hoặc chuyển sang tác chiến tấn công.
  - Chiến lược chuỗi đảo (Mỹ)
  - Chiến lược Chuỗi Ngọc Trai (Trung Quốc)
  - Hệ thống phòng thủ của Đế quốc Nhật Bản ở các đảo và quần đảo Tây Thái Bình Dương trong Thế chiến II
- Phòng thủ tuyến: là việc tổ chức, bố trí công trình quân sự, vũ khí và lực lượng theo một tuyến dài để bảo vệ một khu vực rộng lớn. Trong lịch sử chiến tranh có một số tuyến phòng thủ quân sự nổi bật:
  - Bức tường Đại Tây Dương
  - Bức tường Tây Sahara Maroc
  - Hành lang Đông – Tây (biên giới Việt-Trung, chiến tranh Đông Dương)
  - Phòng tuyến Hindenburg
  - Phòng tuyến Mannerheim
  - Phòng tuyến Phan Rang – Xuân Lộc
  - Lũy Thầy trong thời kỳ chiến tranh Trịnh-Nguyễn
  - Tuyến phòng thủ Amsterdam
  - Tuyến phòng thủ Bar Lev
  - Tuyến phòng thủ Maginot
  - Tuyến phòng thủ Siegfried
  - Tường thành Hadrian: được xây dựng để ngăn quân La Mã tiến lên phía bắc đảo Anh.
  - Thiên Lý Trường Thành
  - Vạn Lý Trường Thành: được người Trung Quốc xây dựng để ngăn quân du mục từ phía bắc xâm nhập.
  - Phòng tuyến sông Như Nguyệt: dòng sông như tuyến phòng thủ tự nhiên kết hợp với các công sự mà quân Đại Việt sử dụng để chặn quân Tống.
  - Tuyến Anpơ: là tuyến tự nhiên trên phần nam dãy núi cao Anpơ kết hợp với công sự, quân Pháp dùng ngăn sự xâm nhập của quân Ý vào lãnh thổ Pháp, năm 1940.
  - Sự hiện diện của Hải quân hoàng gia Anh trên eo biển Anh: đôi khi cũng được xem là một tuyến phòng thủ.
  - Biên giới Ấn Độ và Pakistan
- Phòng thủ lá chắn tên lửa
  - Hệ thống phòng thủ tên lửa quốc gia Hoa Kỳ
  - Hệ thống phòng thủ tên lửa NATO
  - Hệ thống phòng thủ tên lửa của Mỹ ở khu vực châu Á - Thái Bình Dương
- Phòng thủ khoảng cách,[e] phòng thủ cảnh giới
  - Chương trình hỗ trợ quốc phòng (DSP)
  - Hàng rào điện tử McNamara
  - Hệ thống chỉ huy và cảnh báo trên không
  - Phòng ngự chiều sâu
  - Phòng ngự đàn hồi (Đức Quốc Xã, Thế chiến II)
- Phòng thủ vành đai
  - Vành đai trắng (Pháp, chiến tranh Đông Dương)
  - Vùng bắn phá tự do
- Khu dự trữ chiến lược
- Phòng thủ tích cực[f]
- Tàu buôn vũ trang
- Tiêu thổ, hay Vườn không nhà trống

## Các chiến lược khác
Phần này là các chiến lược quân sự không được định rõ là Chiến lược tấn công hay Chiến lược phòng thủ, hoặc bao gồm cả hai tính năng.
- Áp lực (quân sự)
- Lấy chiến tranh nuôi chiến tranh
- Phản ứng linh hoạt
- Chiến tranh tiêu hao
- Chiến lược Fabian
- Chống tiếp cận (chiến lược hải quân)
- Xóa bỏ và kiểm soát[g]
  - Kế hoạch Briggs[h]
  - Ấp chiến lược
- Chiến lược răn đe[4]
  - Răn đe hạt nhân
- Chiến tranh tâm lý
  - Chiêu hồi của chính phủ Việt Nam Cộng hòa
  - Dân vận và Binh - Địch vận, một chương trình của Mặt trận Dân tộc Giải phóng Miền Nam Việt Nam
  - Trái tim và tâm trí
    - Trái tim và tâm trí (chiến tranh Iraq)
    - Trái tim và tâm trí của Mỹ (trong chiến tranh Việt Nam)

  - Hạm đội hiện hữu
- Chiến tranh hạn chế
- Chiến tranh ủy nhiệm
- Địa phương hóa:
  - Da vàng hóa chiến tranh
  - Việt Nam hóa chiến tranh
- Chiến tranh nhân dân, hay chiến tranh toàn dân
- Chiến tranh tổng lực, hay chiến tranh toàn diện
- Chiến tranh kéo dài
- Trường kỳ kháng chiến
- Chiến tranh theo giai đoạn
- Phân tán lực lượng
- Tập trung lực lượng
- Tấn công phản kích[i]
- Mở để Kết thúc

## Chiến lược, chiến thuật
Dưới đây là các chiến lược quân sự và cũng là chiến thuật quân sự, chúng xảy ra ở nhiều cấp độ của chiến tranh, từ chiến thuật đến chiến lược.
- Án binh bất động
- Bao vây
  - Vây hãm
  - Vây lỏng
- Chia cắt (quân sự)
- Chia lửa (quân sự)
- Chiến tranh du kích
- Đánh gọng kìm
- Đánh hậu cần:[12] là hoạt động quân sự tập trung tấn công vào đường hậu cần quân sự của quân đội đối phương, hoặc các cơ sở kho tàng dự trữ, đặc biệt là các kho tàng cung ứng gần chiến trường, nhằm cắt đứt khả năng tiếp tế cho quân đội của họ đang chiến đấu ở chiến tuyến. Hoạt động này không chỉ phá hủy vật chất mà còn gây tổn thất nhân mạng cho các lực lượng chuyên nhiệm vụ hậu cần của đối phương.
- Đánh tạt sườn
- Đánh vu hồi, hay Đánh vòng
- Khai thác điều kiện tự nhiên (quân sự)
- Nghi binh[13]
- Nhảy cóc
- Rút lui[14]
- Sốc và sợ hãi
- Tàu cá vũ trang (Trung Quốc)
- Tấn công trọng điểm[4]
- Tấn công từng phần[4]
- Tên lửa diệt hạm
- Tìm và diệt
- Tràn ngập (quân sự)
  - Chiến thuật biển người (Tấn công biển người)
  - Tràn ngập lãnh thổ[15][16]
- Vết dầu loang, trên biển Đông (Trung Quốc)

## Các thuật ngữ quân sự khác
- Cách mạng quân sự
- Căn cứ quân sự
- Chiến lược bù đắp
- Chiến lược gia
- Chiến tranh cơ động
- Đàm phán quân sự
- Đầu cầu quân sự (tham khảo)
- Đơn vị cơ động
- Hệ số áp đảo
- Khả năng vượt biển
- Khu căn cứ cách mạng
- Nguyên tắc chiến tranh
- Lưỡng đầu thọ địch hay Chiến tranh hai mặt trận
- Quốc phòng
- Hòa bình thông qua sức mạnh
- Nếu bạn muốn hòa bình, hãy chuẩn bị cho chiến tranh
- Tấn công là cách phòng thủ tốt nhất[j]
- Tác chiến chiều sâu
- Tác chiến Hiệp đồng binh chủng
- Thắng lợi chiến lược
- Thắng lợi quyết định
- Triển khai lực lượng
- Vòng lặp OODA
- Vừa đánh vừa đàm